# Paschal Beverly Randolph

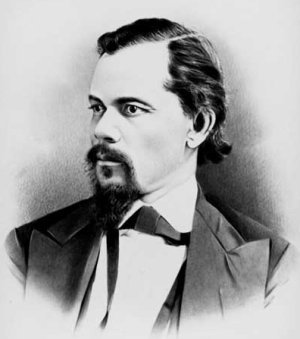
Paschal Beverly Randolph

Paschal Beverly Randolph (geboren am 8. Oktober 1825 in New York City; gestorben am 29. Juli 1875 in Toledo (Ohio)) war ein amerikanischer Arzt, Okkultist und Autor. Er gilt als erster Rosenkreuzer in den Vereinigten Staaten und als Begründer der modernen sexualmagischen Tradition im westlichen Okkultismus.

## Leben
Randolph war der Sohn von William Randolph, einem Neffen von John Randolph of Roanoke, und Flora Beverly, die er später als eine Mischung aus englischen, französischen, deutschen, indianischen und  madegassischen Vorfahren beschrieb. Er wuchs bei seiner Mutter auf. Als er fünf Jahre alt war, starb seine Mutter und er kam in ein Waisenhaus. Mit acht Jahren wurde er von der Schwester seiner Mutter, Harriet Jennings, aufgenommen. 
Zwischen seinem 12. und 15. Lebensjahr ging er auf die hohe See. Auf seinen Reisen, die ihn bis nach Persien führten, lernte er verschiedenen Sprachen zu sprechen, unter anderem auch Französisch. Mit 20 Jahren verletzte er sich beim Holzhacken so, dass er nicht mehr zur See fahren konnte. 
Er wurde ein Gelegenheitsarbeiter und ließ sich 1850 in New York als Barbier und Mediziner nieder. 1873 verletzte er sich bei einem Zugunglück so schwer, dass seine linke Körperhälfte gelähmt wurde.
Im September lernte er in Chicago seine zukünftige Frau Kate kennen. Mit ihr ließ er sich ein Jahr später in Toledo nieder und sie bekamen einen Sohn, den sie Osiris Budh nannten. 
Randolph verstarb am 29. Juli 1875. Über die Todesursache kursieren verschiedenste Vermutungen, von Selbstmord über Unfalltod bis zur Erschießung durch einen geistesgestörten eifersüchtigen Rivalen.

## Schriften
- 1854 Waa-gu-Mah (verloren)[2]
- 1859 Lara (verloren)
- 1860 Dhoula Bel or The Magic Globe (verloren)[3]
- 1860 Clairvoyance. How to Produce It, and Perfect It. Albert Rene & Co., Boston.
- 1860 The Grand Secret
- 1860 The Unveiling
- 1861 Dealings with the dead (Digitalisat)
- 1861 Human Love
- 1863 (als Griffin Lee) Pre-Adamite Man
- 1863 The Wonderful Story of Ravalette
- 1863 The Rosicrucian Story
- 1866 (anonym) A Sad Case; A Great Wrong!
- 1867 The guide to clairvoyance, and clairvoyant's guide. A practical manual for those who aim at perfect clear seeing and psychometry, also, a special paper concerning hashish, its uses, abuses, and dangers, its extasia, fantasia, and illuminati. Rockwell & Rollins, Boston.
- 1868 Seership! The Magnetic Mirror. A practical guide to those who aspire to clairvoyance, etc.
- 1869 (als Count de St. Leon) Love and Its Hidden History
- 1870 Love and the Master Passion
- 1872 The Evils of the Tobacco Habit
- 1873 The new mola! The secret of mediumship. A hand book of white magic, magnetism and clairvoyance. The new doctrine of mixed identities! Rules for obtaining the phenomena, and the celebrated rules of Asgill, a physician's legacy, and the Ansairetic mystery.
- 1874 Love, Woman, and Marriage
- 1874 Eulis!: The History of Love (Digitalisat)
- 1875 The Book of the Triplicate Order
- 1931 Magia sexualis : sublimation de l'énergie sexuelle, force dynamique de la nature ; avec une étude sur les miroirs magnétiques. Robert Télin, Paris 1931, Digitalisat. 
  - Neuausgaben: Le Prat, Paris 1952 u. 1969 (photomechanischer Nachdruck); Éd. Dangles, St-Jean-de-Braye 1991, ISBN 2-7033-0363-7.
  - Deutsch: Magia Sexualis : Die sexualmagischen Lehren der Bruderschaft von Eulis. Aus dem Französischen übertragen, mit einem Vorwort und einer Einleitung versehen von Michael de Witt. Edition Ananael, Wien 1992, ISBN 3-901134-02-6.
  - Englisch: Magia Sexualis. Übersetzt von Robert North. Magical Childe, 1988. Magia Sexualis : Sexual Practices for Magical Power. Übersetzt von Donald Traxler. Inner Traditions, 2011, ISBN 978-1-59477-418-8.